# Henri Heeren
Henri Heeren (* 25. Oktober 1974 in Heerlen) ist ein ehemaliger niederländischer Fußballprofi, der zuletzt bei Fortuna Düsseldorf in der Regionalliga spielte.

## Karriere
Seine Profikarriere begann er bei Roda Kerkrade. Dort spielte er allerdings nur ein Jahr (1996/97).
Nach jener Saison wechselte er zum TSV Alemannia Aachen in die Regionalliga. Von 1997 bis 2003 absolvierte er dort insgesamt 102 Spiele, erzielte 10 Tore und erhielt 19 Gelbe Karten. Mit den Aachenern stieg er 1999 in die 2. Bundesliga auf.
Von 2003 bis 2005 spielte er beim 1. FC Saarbrücken, mit denen er den Aufstieg in die 2. Liga feierte. Dort absolvierte er 44 Spiele und schoss drei Tore. Insgesamt bekam er zehn Gelbe Karten. Anschließend wechselte er in die Regionalliga zu Fortuna Düsseldorf. Dort absolvierte er 66 Spiele, erhielt 13 mal die gelbe Karte und erzielte fünf Tore. In der Saison 2007/2008 war er Mannschaftskapitän, fiel jedoch oft durch Verletzungen aus und wurde in diesem Amt durch Andreas Lambertz vertreten. 2009 beendete er seine Karriere.
| Personendaten    | Personendaten                   |
| ---------------- | ------------------------------- |
| NAME             | Heeren, Henri                   |
| KURZBESCHREIBUNG | niederländischer Fußballspieler |
| GEBURTSDATUM     | 25. Oktober 1974                |
| GEBURTSORT       | Heerlen                         |